# Eupithecia corticata
Eupithecia corticata är en fjärilsart som beskrevs av Fletcher 1950. Eupithecia corticata ingår i släktet Eupithecia och familjen mätare. Inga underarter finns listade i Catalogue of Life.